# Station Stockport
Stockport is een spoorwegstation van National Rail in Stockport, Stockport in Engeland. Het station is eigendom van Network Rail en wordt beheerd door Avanti West Coast. Het station is geopend in 1843.